# Auzène
L'Auzène est une rivière française qui coule dans le département de l'Ardèche, région Auvergne-Rhône-Alpes. C'est un sous-affluent du Rhône par l'Eyrieux.

## Hydronymie
Le nom de la rivière est attesté sous la forme Ouzenne en 1481.
D'une racine pré-celtique *alis et du suffixe gaulois -enna qui a donné « osier », arbuste de l'eau.

## Géographie
La longueur de son cours d'eau est de 22 km.
L'Auzène prend sa source, à 1 285 mètres d'altitude, sur la commune Saint-Julien-du-Gua, dans la forêt domaniale du Pradou et à l'est du Mont le Champ de Mars (1 343 m), près du lieu-dit Coin d'Auzène et conflue avec l'Eyrieux, sur la commune de Saint-Sauveur-de-Montagut, à 195 mètres d'altitude au Moulinon.

## Communes et cantons traversés
Dans le seul département de l'Ardèche l'Auzène traverse sept communes et deux cantons :
- dans le sens amont vers aval : Saint-Julien-du-Gua (source), Issamoulenc, Ajoux, Saint-Étienne-de-Serre, Creysseilles, Pranles, Saint-Sauveur-de-Montagut (embouchure). Le bassin versant de l'Auzène s'insère sur le territoire du parc naturel régional des Monts d'Ardèche.

Soit en termes de cantons, l'Auzène prend source et conflue dans le canton de Saint-Pierreville, mais traverse le canton de Privas.

## Affluents
L'Auzène a quatorze ruisseaux affluents contributeurs référencés :
- -----   le ruisseau de Ranchas, 1,7 km (rd), qui est entièrement sur Saint-Julien-du-Gua.
- -----   le ruisseau de Cheylus, 1,1 km (rd), qui est entièrement sur Saint-Julien-du-Gua.
- -----   le ruisseau des Ribes, 1,9 km (rd), qui est entièrement sur Saint-Julien-du-Gua.
- -----   le ruisseau du Pré du Noyer, 1,3 km (rd), qui est entièrement sur Saint-Julien-du-Gua.
- le ruisseau le Lévéon, 1,8 km (rg), qui est entièrement sur Saint-Julien-du-Gua.
- -----   le ruisseau du Blanchon, 1 km (rd), qui est entièrement sur Saint-Julien-du-Gua.
- le ruisseau des Coins, (V4151120) 1,4 km (rg), à limite de Saint-Julien-du-Gua et Issamoulenc.
- le ruisseau de Sainibelle, 2,2 km (rg), prenant sa source à Issamoulenc et conflue sur Saint-Julien-du-Gua.
- -----   le ruisseau des Coins, (V4151150) 1 km (rd), qui est entièrement sur Saint-Julien-du-Gua.
- le ruisseau l'Auriol, 3,4 km (rg), qui est entièrement sur Issamoulenc.
- -----   le ruisseau l'Auzenet, 6,2 km (rd), prenant sa source à Ajoux, traverse Saint-Julien-du-Gua et conflue sur Issamoulenc avec trois affluents :
  - le ruisseau de Fromental, 1,2 km sur la seule commune d'Ajoux.
  - le ruisseau des Bessières, 1,5 km sur la seule commune d'Ajoux.
  - le ruisseau de Gournier, 2,7 km sur les deux communes de Saint-Julien-du-Gua et d'Ajoux.
- le ruisseau du Vernas, 1,4 km (rg), prenant sa source à Saint-Étienne-de-Serre, et conflue sur Creysseilles.
- -----   le ruisseau de la Chirouse, 1,8 km (rd), prenant sa source à Pranles, et confluant à limite de Pranles et Creysseilles.
- le ruisseau de Combe-chaude, 1,4 km (rg), qui est entièrement sur Saint-Étienne-de-Serre.

## Hydrologie
L'Auzène traverse une seule zone hydrologique L'Eyrieux de la Glueyre à la Dunière (V415) de 655 km2 de superficie. Le rang de Strahler est de deux.

## Écologie

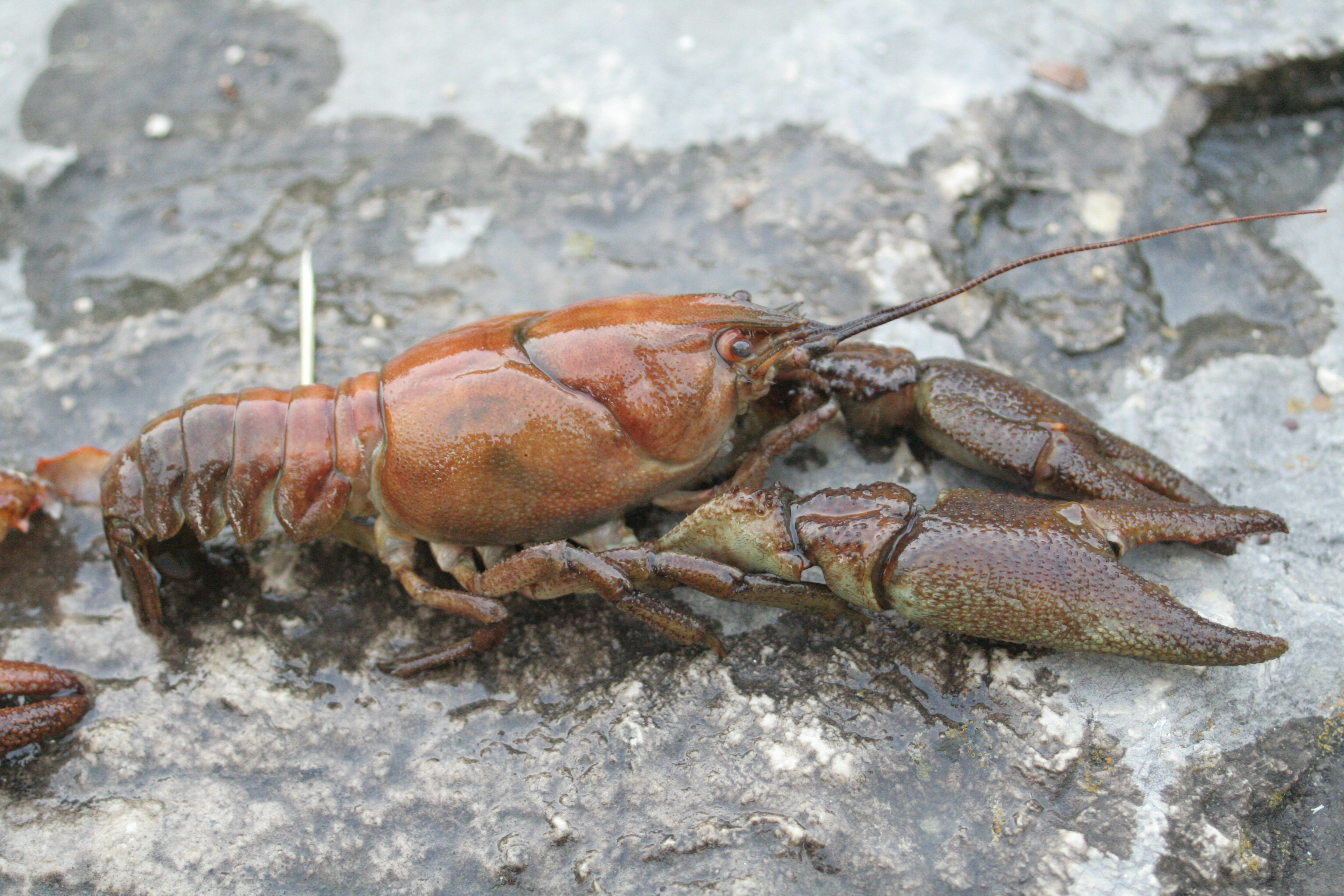
L'écrevisse à pattes blanches.

L'Auzène, est caractérisée par la présence de la loutre, mais surtout de l'écrevisse à pattes blanches, espèce en voie de disparition sur la France.

## Aménagements touristiques
On peut aussi descendre cette rivière en canoë-kayak.